# Distrito de Annaberg
El Distrito de Annaberg (en alemán Landkreis Annaberg) fue un Landkreis (distrito) ubicado al sudoeste del estado federal de Sajonia (Alemania). Los distritos vecinos al oeste eran el distrito de los Montes Metálicos Centrales, al sur el distrito checo de Karlovy Vary, al oeste el distrito de Aue-Schwarzenberg y al noroeste el distrito de Stollberg. La capital del distrito era la ciudad de Annaberg-Buchholz.
Constituido en 1874 y suprimido en la reforma territorial de 1952, la de 1994 le devolvió su estatuto político-administrativo y su territorio inicial, hasta que el 1 de agosto de 2008, en el marco de una nueva reforma de los distritos de Sajonia, desapareció para integrarse en el nuevo distrito de los Montes Metálicos.

## Composición del distrito
(Habitantes a 31 de diciembre de 2005)
| Ciudades 1. Annaberg-Buchholz, Große Kreisstadt (23.043) 2. Ehrenfriedersdorf (5.310) 3. Elterlein (3.256) 4. Geyer (4.086) 5. Jöhstadt (3.306) 6. Oberwiesenthal, Kurort (2.735) 7. Scheibenberg (2.372) 8. Schlettau (2.732) 9. Thum (5.829) Comunidades de Municipios - Verwaltungsgemeinschaft Bärenstein - Verwaltungsgemeinschaft Geyer - Verwaltungsgemeinschaft Scheibenberg-Schlettau | Municipios 1. Bärenstein (2.739) 2. Crottendorf (4.636) 3. Gelenau/Erzgeb. (4.776) 4. Königswalde (2.390) 5. Mildenau (3.787) 6. Sehmatal (Sitz: Cranzahl) (7.351) 7. Tannenberg (1.276) 8. Thermalbad Wiesenbad (3.783) |